# جوليان كين
جوليان كين (بالفرنسية: Julien Cain)‏ هو عضو في المقاومة الفرنسية ‏ وأمين مكتبة فرنسي، ولد في 10 مايو 1887 في مونمورانسي في فرنسا، وتوفي في 9 أكتوبر 1974 في باريس في فرنسا.